# Charles-Jacques Fieffé
Charles-Jacques Fieffé, né le 9 octobre 1743 à Calais, est un négociant devenu maire de Bordeaux pendant la Révolution, et fait chevalier d'Empire. Il meurt à Bordeaux le 16 janvier 1823.

## Biographie
Charles-Jacques Fieffé Montgey de Lièvreville naît le 9 octobre 1743 à Calais. Il est le fils de Jean-Baptiste, officier d'infanterie, trésorier et vice-maire de Calais, et de Jeanne Livré (ou Barbe-Jeanne Live).
Il exerce à Bordeaux la profession de négociant. Pendant la Révolution française, il est successivement adjoint municipal à la mairie du Nord en 1797 (à l'époque Bordeaux est divisée en trois municipalités), commissaire de son Directoire exécutif en 1798 et 1799, puis maire d'avril 1800 à avril 1801.
Il est fait chevalier de la Légion d'Honneur et chevalier de l'Empire par Cambacérès le 21 décembre 1808. Ses armes se blasonnent « parti d'azur et de sable ; l'azur à trois tours d'argent placées une, deux ; le sable au livre d'argent ; à la champagne de gueules du tiers de l'écu brochant sur le parti, au signe des chevaliers non légionnaires ».
Son mariage le 1er juillet 1782 avec Marie-Jeanne Surville leur donne le 17 juin 1792 un fils, Charles-Pierre-Louis-Jean, élève de l'école Polytechnique, dessinateur, lui aussi conseiller municipal de Bordeaux. Un fils cadet né en 1794, Charles-Théodore, devient général de division.